# Großsteingrab Tollerup 1
Das Großsteingrab Tollerup 1 ist eine megalithische Grabanlage der jungsteinzeitlichen Nordgruppe der Trichterbecherkultur im Kirchspiel Melby in der dänischen Kommune Halsnæs.

## Lage
Das Grab liegt auf einer Grünfläche im Norden von Tollerup. Nur wenige Meter östlich befand sich das zerstörte Großsteingrab Tollerup 2. In der näheren Umgebung gibt bzw. gab es mehrere weitere megalithische Grabanlagen.

## Forschungsgeschichte
1854 fand eine Ausgrabung der Anlage statt. In den Jahren 1887 und 1942 führten Mitarbeiter des Dänischen Nationalmuseums Dokumentationen der Fundstelle durch. Eine weitere Dokumentation erfolgte 1983 durch Mitarbeiter der Forst- und Naturbehörde.

## Beschreibung

### Architektur
Die Anlage besitzt eine runde Hügelschüttung, über den Größe leicht unterschiedliche Angaben vorliegen. Der Bericht von 1887 nennt einen Durchmesser von 19,5 m und eine Höhe von 3 m. Der Bericht von 1942 nennt einen Durchmesser von 20 m und eine Höhe von 2 m. Eine steinerne Umfassung ist nicht erkennbar.
In der Mitte des Hügels befindet sich eine Grabkammer, die als Ganggrab anzusprechen ist. Sie ist ostsüdost-westnordwestlich orientiert und hat einen ovalen Grundriss. Sie hat eine Länge von etwa 3,9 m, eine Breite von 2,2 m in der Mitte bzw. 1,9 m an den Enden und eine Höhe von 1,9 m. Die Kammer besteht aus drei Wandsteinen an der nordnordöstlichen Langseite, vier Wandsteinen an der südsüdwestlichen Langseite sowie je einem Abschlussstein an den Schmalseiten. Die Decksteine fehlen. Die Zwischenräume der Steine waren ursprünglich mit Trockenmauerwerk verfüllt, wovon Reste nachgewiesen wurden. Ebenso wurden Überliegersteine nachgewiesen, die ursprünglich zwischen den Wand- und Decksteinen platziert waren.
Annähernd in der Mitte der Südsüdwestseite befindet sich der Zugang zur Kammer. Ihm ist ein nordnordost-südsüdwestlich orientierter Gang vorgelagert. Er hat eine Länge von mindestens 3,1 m, eine Breite von 0,8 m und eine Höhe von 1 m. Vom Gang sind vier Wandsteine an der westnordwestlichen und drei Wandsteine an der ostsüdöstlichen Seite sowie ein Deckstein erhalten.

### Funde
Bei der Grabung von 1854 wurden Feuerstein-Beile, Streitäxte, „Sägen“, Bernstein-Perlen und Keramikscherben entdeckt. Die Funde wurden einem Artillerieoffizier aus Frederiksværk übergeben, ihr Verbleib ist unklar.